# Grand Prix Hassan II
Grand Prix Hassan II – męski turniej tenisowy kategorii ATP Tour 250 zaliczany do cyklu ATP Tour. Rozgrywany na kortach ceglanych w marokańskim Marrakeszu. W latach 1990–2015 zawody odbywały się w Casablance.

## Mecze finałowe

### Gra pojedyncza
| Rok        | Zwycięzca                                    | Finalista                                    | Wynik                                        |
| 2025       | Luciano Darderi                              | Tallon Griekspoor                            | 7:6(3), 7:6(4)                               |
| 2024       | Matteo Berrettini                            | Roberto Carballés Baena                      | 7:5, 6:2                                     |
| 2023       | Roberto Carballés Baena                      | Alexandre Müller                             | 4:6, 7:6(3), 6:2                             |
| 2022       | David Goffin                                 | Alex Molčan                                  | 3:6, 6:3, 6:3                                |
| 2020– 2021 | Turniej anulowano z powodu pandemii COVID-19 | Turniej anulowano z powodu pandemii COVID-19 | Turniej anulowano z powodu pandemii COVID-19 |
| 2019       | Benoît Paire                                 | Pablo Andújar                                | 6:2, 6:3                                     |
| 2018       | Pablo Andújar                                | Kyle Edmund                                  | 6:2, 6:2                                     |
| 2017       | Borna Ćorić                                  | Philipp Kohlschreiber                        | 5:7, 7:6(3), 7:5                             |
| 2016       | Federico Delbonis                            | Borna Ćorić                                  | 6:2, 6:4                                     |
| 2015       | Martin Kližan                                | Daniel Gimeno-Traver                         | 6:2, 6:2                                     |
| 2014       | Guillermo García-López                       | Marcel Granollers                            | 5:7, 6:4, 6:3                                |
| 2013       | Tommy Robredo                                | Kevin Anderson                               | 7:6(6), 4:6, 6:3                             |
| 2012       | Pablo Andújar                                | Albert Ramos                                 | 6:1, 7:6(5)                                  |
| 2011       | Pablo Andújar                                | Potito Starace                               | 6:1, 6:2                                     |
| 2010       | Stan Wawrinka                                | Victor Hănescu                               | 6:2, 6:3                                     |
| 2009       | Juan Carlos Ferrero                          | Florent Serra                                | 6:4, 7:5                                     |
| 2008       | Gilles Simon                                 | Julien Benneteau                             | 7:5, 6:2                                     |
| 2007       | Paul-Henri Mathieu                           | Albert Montañés                              | 6:1, 6:1                                     |
| 2006       | Daniele Bracciali                            | Nicolás Massú                                | 6:1, 6:4                                     |
| 2005       | Mariano Puerta                               | Juan Mónaco                                  | 6:4, 6:1                                     |
| 2004       | Santiago Ventura                             | Dominik Hrbatý                               | 6:3, 1:6, 6:4                                |
| 2003       | Julien Boutter                               | Junus al-Ajnawi                              | 6:2, 2:6, 6:1                                |
| 2002       | Junus al-Ajnawi                              | Guillermo Cañas                              | 3:6, 6:3, 6:2                                |
| 2001       | Guillermo Cañas                              | Tommy Robredo                                | 7:5, 6:2                                     |
| 2000       | Fernando Vicente                             | Sébastien Grosjean                           | 6:4, 4:6, 7:6                                |
| 1999       | Alberto Martín                               | Fernando Vicente                             | 6:3, 6:4                                     |
| 1998       | Andrea Gaudenzi                              | Álex Calatrava                               | 6:4, 5:7, 6:4                                |
| 1997       | Hiszam Arazi                                 | Franco Squillari                             | 3:6, 6:1, 6:2                                |
| 1996       | Tomás Carbonell                              | Gilbert Schaller                             | 7:5, 1:6, 6:2                                |
| 1995       | Gilbert Schaller                             | Albert Costa                                 | 6:4, 6:2                                     |
| 1994       | Renzo Furlan                                 | Karim al-Alami                               | 6:2, 6:2                                     |
| 1993       | Guillermo Pérez Roldán                       | Junus al-Ajnawi                              | 6:4, 6:3                                     |
| 1992       | Guillermo Pérez Roldán                       | Germán López                                 | 2:6, 7:5, 6:3                                |
| 1991       | Turniej nie odbył się                        | Turniej nie odbył się                        | Turniej nie odbył się                        |
| 1990       | Thomas Muster                                | Guillermo Pérez Roldán                       | 6:1, 6:7, 6:2                                |

### Gra podwójna
| Rok        | Zwycięzcy                                    | Finaliści                                    | Wynik                                        |
| 2025       | Petr Nouza Patrik Rikl                       | Hugo Nys Édouard Roger-Vasselin              | 6:3, 6:4                                     |
| 2024       | Harri Heliövaara Henry Patten                | Alexander Erler Lucas Miedler                | 3:6, 6:4, 10–4                               |
| 2023       | Marcelo Demoliner Andrea Vavassori           | Alexander Erler Lucas Miedler                | 6:4, 3:6, 12–10                              |
| 2022       | Rafael Matos David Vega Hernández            | Andrea Vavassori Jan Zieliński               | 6:1, 7:5                                     |
| 2020– 2021 | Turniej anulowano z powodu pandemii COVID-19 | Turniej anulowano z powodu pandemii COVID-19 | Turniej anulowano z powodu pandemii COVID-19 |
| 2019       | Jürgen Melzer Franko Škugor                  | Jürgen Melzer Franko Škugor                  | 6:4, 7:6(6)                                  |
| 2018       | Nikola Mektić Alexander Peya                 | Benoît Paire Édouard Roger-Vasselin          | 7:5, 3:6, 10–7                               |
| 2017       | Dominic Inglot Mate Pavić                    | Marcel Granollers Marc López                 | 6:4, 2:6, 11–9                               |
| 2016       | Guillermo Durán Máximo González              | Marin Draganja Aisam-ul-Haq Qureshi          | 6:2, 3:6, 10–6                               |
| 2015       | Rameez Junaid Adil Shamasdin                 | Rohan Bopanna Florin Mergea                  | 3:6, 6:2, 10–7                               |
| 2014       | Jean-Julien Rojer Horia Tecău                | Tomasz Bednarek Lukáš Dlouhý                 | 6:2, 6:2                                     |
| 2013       | Julian Knowle Filip Polášek                  | Dustin Brown Christopher Kas                 | 6:3, 6:2                                     |
| 2012       | Dustin Brown Paul Hanley                     | Daniele Bracciali Fabio Fognini              | 7:5, 6:3                                     |
| 2011       | Robert Lindstedt Horia Tecău                 | Colin Fleming Igor Zelenay                   | 6:2, 6:1                                     |
| 2010       | Robert Lindstedt Horia Tecău                 | Rohan Bopanna Aisam-ul-Haq Qureshi           | 6:2, 3:6, 10–7                               |
| 2009       | Łukasz Kubot Oliver Marach                   | Simon Aspelin Paul Hanley                    | 7:6, 3:6, 10–6                               |
| 2008       | Albert Montañés Santiago Ventura             | James Cerretani Todd Perry                   | 6:1, 6:2                                     |
| 2007       | Jordan Kerr David Škoch                      | Łukasz Kubot Oliver Marach                   | 7:6(4), 1:6, 10–4                            |
| 2006       | Julian Knowle Jürgen Melzer                  | Michael Kohlmann Alexander Waske             | 6:3, 6:4                                     |
| 2005       | František Čermák Leoš Friedl                 | Martín García Luis Horna                     | 6:4, 6:3                                     |
| 2004       | Enzo Artoni Fernando Vicente                 | Yves Allegro Michael Kohlmann                | 3:6, 6:0, 6:4                                |
| 2003       | František Čermák Leoš Friedl                 | Devin Bowen Ashley Fisher                    | 6:3, 7:5                                     |
| 2002       | Stephen Huss Myles Wakefield                 | Martín García Luis Lobo                      | 6:4, 6:2                                     |
| 2001       | Michael Hill Jeff Tarango                    | Pablo Albano David Macpherson                | 7:6, 6:3                                     |
| 2000       | Arnaud Clément Sébastien Grosjean            | Lars Burgsmüller Andrew Painter              | 7:6(4), 6:4                                  |
| 1999       | Fernando Meligeni Jaime Oncins               | Massimo Ardinghi Vincenzo Santopadre         | 6:2, 6:3                                     |
| 1998       | Andrea Gaudenzi Diego Nargiso                | Cristian Brandi Filippo Messori              | 6:4, 7:6                                     |
| 1997       | João Cunha e Silva Nuno Marques              | Karim al-Alami Hiszam Arazi                  | 7:6, 6:2                                     |
| 1996       | Jiří Novák David Rikl                        | Tomás Carbonell Francisco Roig               | 7:6, 6:3                                     |
| 1995       | Tomás Carbonell Francisco Roig               | Emanuel Couto João Cunha e Silva             | 6:4, 6:1                                     |
| 1994       | David Adams Menno Oosting                    | Cristian Brandi Federico Mordegan            | 6:3, 6:4                                     |
| 1993       | Mike Bauer Piet Norval                       | Ģirts Dzelde Goran Prpić                     | 7:5, 7:6                                     |
| 1992       | Horacio de la Peña Jorge Lozano              | Ģirts Dzelde T.J. Middleton                  | 2:6, 6:4, 7:6                                |
| 1991       | Turniej nie odbył się                        | Turniej nie odbył się                        | Turniej nie odbył się                        |
| 1990       | Todd Woodbridge Simon Youl                   | Paul Haarhuis Mark Koevermans                | 6:3, 6:1                                     |